# 毛药藤
毛药藤（学名：Sindechites henryi）是夹竹桃科毛药藤属的植物，是中国的特有植物。分布在中国大陆的四川、湖南、江西、广西、湖北、云南、贵州、浙江等地，生长于海拔600米至1,300米的地区，常生长在山地疏林中、山腰路旁阳处灌木丛中和山谷密林中水沟旁，目前尚未由人工引种栽培。

## 别名
土牛党七（广西）；黄经树（四川）；蔷薇根（四川中药志）

## 异名
- Cleghornia henryi (Oliv.) P. T. Li
- Sindechites henryi (Oliv.) P. T. Li